# Paumarí
El paumarí (també Paumari, Purupuru, Kurukuru, Pamari, Purupurú, Pammari, Curucuru, Palmari) és una llengua arawana parlada al Brasil per uns 300 adults ancians d’una població ètnica de 900. La parlen els indis paumaris, que nomenen al seu idioma “Pamoari”. La paraula "Pamoari" té diversos significats diferents en la llengua paumarí: ‘home’, ‘persones’, ‘ésser humà’ i ‘client’. Aquests múltiples significats provenen de les seves diferents relacions amb els forasters; presumptament, significa "ésser humà" quan es refereixen a si mateixos a algú amb un estatus aparentment igual i "client" quan es refereixen a la seva gent entre comerciants de rius i portuguesos.
Els parlants de llengües arawanes, en particular el paumarí (que tenen més contacte amb els no nadius), comencen a parlar portuguès. El resultat, per a molts dels parlants de paumarí, és un híbrid entre portuguès i paumarí, que incorpora afirmacions d’ambdues llengües tot conservant la sintaxi de cap dels dos (Chapman, investigador de SIL International, afirma que quan va arribar el 1964, tots els paumarí parlaven la barreja de paumarí i portuguès). Del grup paumarí que habita el riu Tapauá, el jovent, que constitueix gairebé la majoria de la població, només parlava portuguès el 1964. Aquesta tendència a la llengua criolla en la llengua paumarí posa de manifest exactament per què les llengües com el paumarí estan en perill.
És una llengua de marcació del nucli en gran manera amb un ordre VOS no marcat i un alineament ergatiu per al marcatge de noms combinat amb un marcat acusatiu de pronoms.
El paumarí només té dues classes de paraules obertes: noms i verbs. Tanmateix, també té nombroses classes tancades que inclouen catorze adjectius, adposicions, interjeccions, conjuncions i demostratius. Els substantius paumarí es divideixen elaboradament en més de cent substantius posseïts i un nombre més gran de substantius lliures. A més, cada substantiu lliure té gènere gramatical, ja sigui masculí o femení, sent femení el gènere no marcat i indicat pel sufix -ni.
Les arrels verbals tenen fins a quinze posicions de sufix, però totes només s’omplen opcionalment. La majoria es refereixen a ubicació o aspecte, a més d’un sufix negatiu -ra.

## Fonologia
El paumarí té un inventari de consonants més gran que la majoria de llengües de la conca amazònica, i destaca per la seva característica bilabial i coronal implosibrs, que s'han perdut d'altres llengües arawanes, però que són clarament reconstruït per la protollengua de la família. És una de les poques llengües del Nou Món que presenta contrastos implosius amb altres consonants de veu: els contrastos similars només es coneixen per a algunes altres llengües amazòniques. Tanmateix, té un sistema vocal molt senzill amb només tres vocals contrastives, la darrera de les quals pot anar des de [o] fins a [u].

### Consonants
|            |            | Labial | Alveolar | Palatal | Velar | Glotal |
| ---------- | ---------- | ------ | -------- | ------- | ----- | ------ |
| Nasal      | Nasal      | m      | n        |         |       |        |
| Implosiva  | Implosiva  | ɓ      | ɗ        |         |       |        |
| Oclusiva   | sonora     | b      | d        | dʒ      | ɡ     |        |
| Oclusiva   | tènue      | p      | t        | tʃ      | k     | ʔ      |
| Oclusiva   | aspirada   |        | tʰ       |         | kʰ    |        |
| Fricativa  | Fricativa  | f      | s        |         |       | h      |
| Aproximant | Aproximant | w      |          | j       |       |        |
| Bategant   | Bategant   |        | ɾ        |         |       |        |

### Vocals
|       | Anterior | Posterior |
| ----- | -------- | --------- |
| Alta  | i        | o~u       |
| Baixa | a        | a         |

Paumarí té una estructura de síl·labes (C) V: una síl·laba només pot contenir una vocal, que pot estar precedida o no d'una consonant. Això és coherent entre totes les llengües arawanes (Dixon (1999), 295). Sovint es produeixen dues vocals en una seqüència, CVV, però, la longitud de la síl·laba resultant sovint farà una diferència fonètica entre la dues vocals, i la durada de la síl·laba coincidirà amb la quantitat de vocals, reflectint l'estructura moral també comuna en japonès. Sovint, en llengua paumarí, quan es produeix una vocal idèntica paraula final i després inicial de paraula en dues paraules seqüencials, una de les dues vocals caurà dins de la frase.